# Marc Roca
Marc Roca Junqué (Vilafranca del Penedès, 26 novembre 1996) è un calciatore spagnolo, centrocampista del Betis.

## Carriera
Cresciuto nei settori giovanili di Barcellona ed Espanyol, ha debuttato con la prima squadra dei Blanquiazules il 27 agosto 2016, giocando da titolare nella partita pareggiata per 2-2 contro il Malaga. L'11 novembre rinnova fino al 2022, con una clausola rescissoria di 40 milioni di euro.
Il 4 ottobre 2020 passa a titolo definitivo al Bayern Monaco, sottoscrivendo un contratto fino al 30 giugno 2025.
Il 17 giugno 2022 viene ingaggiato dal Leeds Utd. Dopo 36 presenze e 1 goal in stagione, il 17 luglio 2023, viene ufficializzato il suo ritorno in Spagna dopo 3 anni, al Betis in prestito annuale.

## Statistiche

### Presenze e reti nei club
Statistiche aggiornate all'8 febbraio 2024
| Stagione             | Squadra              | Campionato           | Campionato | Campionato | Coppe nazionali | Coppe nazionali | Coppe nazionali | Coppe continentali | Coppe continentali | Coppe continentali | Altre coppe | Altre coppe | Altre coppe | Totale | Totale |
| Stagione             | Squadra              | Comp                 | Pres       | Reti       | Comp            | Pres            | Reti            | Comp               | Pres               | Reti               | Comp        | Pres        | Reti        | Pres   | Reti   |
| -------------------- | -------------------- | -------------------- | ---------- | ---------- | --------------- | --------------- | --------------- | ------------------ | ------------------ | ------------------ | ----------- | ----------- | ----------- | ------ | ------ |
| 2016-2017            | Espanyol             | PD                   | 25         | 0          | CR              | 1               | 0               | -                  | -                  | -                  | -           | -           | -           | 26     | 0      |
| 2017-2018            | Espanyol             | PD                   | 8          | 0          | CR              | 1               | 0               | -                  | -                  | -                  | -           | -           | -           | 9      | 0      |
| 2018-2019            | Espanyol             | PD                   | 35         | 0          | CR              | 5               | 0               | -                  | -                  | -                  | -           | -           | -           | 40     | 0      |
| 2019-2020            | Espanyol             | PD                   | 35         | 2          | CR              | 1               | 0               | UEL                | 8                  | 0                  | -           | -           | -           | 44     | 2      |
| set.2020             | Espanyol             | PD                   | 2          | 0          | CR              | -               | -               | -                  | -                  | -                  | -           | -           | -           | 2      | 0      |
| Totale Espanyol      | Totale Espanyol      | Totale Espanyol      | 105        | 2          |                 | 8               | 0               |                    | 8                  | 0                  |             | -           | -           | 121    | 2      |
| 2020-2021            | Bayern Monaco        | BL                   | 6          | 0          | CG              | 2               | 0               | UCL                | 2                  | 0                  | Cmc         | 1           | 0           | 11     | 0      |
| 2021-2022            | Bayern Monaco        | BL                   | 9          | 0          | CG              | 0               | 0               | UCL                | 4                  | 0                  | SG          | 0           | 0           | 13     | 0      |
| Totale Bayern Monaco | Totale Bayern Monaco | Totale Bayern Monaco | 15         | 0          |                 | 2               | 0               |                    | 6                  | 0                  |             | 1           | 0           | 24     | 0      |
| 2022-2023            | Leeds Utd            | PL                   | 32         | 1          | FACup+CdL       | 3+1             | 0               | -                  | -                  | -                  | -           | -           | -           | 36     | 1      |
| 2023-2024            | Betis                | PD                   | 26         | 2          | CR              | 3               | 1               | UEL                | 6+2                | 1+0                | -           | -           | -           | 37     | 4      |
| 2024-2025            | Betis                | PD                   | 14         | 2          | CR              | 0               | 0               | UECL               | 3                  | 0                  | -           | -           | -           | 17     | 2      |
| Totale Betis         | Totale Betis         | Totale Betis         | 40         | 4          |                 | 3               | 1               |                    | 11                 | 1                  |             | -           | -           | 54     | 6      |
| Totale carriera      | Totale carriera      | Totale carriera      | 195        | 7          |                 | 17              | 1               |                    | 25                 | 1                  |             | 1           | 0           | 238    | 9      |

## Palmarès

### Club

#### Competizioni nazionali
- Campionato tedesco: 2

Bayern Monaco: 2020-2021, 2021-2022
- Supercoppa di Germania: 1

Bayern Monaco: 2021

#### Competizioni internazionali
- Coppa del mondo per club: 1

Bayern Monaco: 2020

### Nazionale
- Campionato d'Europa Under-21: 1

Italia 2019